# التون، استافوردشر
التون، استافوردشر (به انگلیسی: Alton, Staffordshire) یک روستا و محله مدنی در بریتانیا است که در استافوردشایر مورلندز واقع شده‌است. التون ۱٬۲۲۶ نفر جمعیت دارد.